# Northeast River
Northeast River är ett vattendrag i Kanada.   Det ligger i provinsen Newfoundland och Labrador, i den östra delen av landet, 1 700 km öster om huvudstaden Ottawa.
Trakten runt Northeast River består i huvudsak av gräsmarker. Trakten runt Northeast River är nära nog obefolkad, med mindre än två invånare per kvadratkilometer.